# Бозия
Бозия (итал. Bosia) — коммуна в Италии, располагается в регионе Пьемонт, в провинции Кунео.
Население составляет 199 человек (2008 г.), плотность населения составляет 40 чел./км². Занимает площадь 5 км². Почтовый индекс — 12050. Телефонный код — 0173.
Покровителем коммуны считается святой Назарий, празднование 31 июля.

## Демография
Динамика населения:

## Администрация коммуны
- Официальный сайт: